# Vato
«Vato» (с исп. — «Чувак») — первый сингл Snoop Dogg, с его восьмого студийного альбома Tha Blue Carpet Treatment, при участии B-Real; спродюсированный The Neptunes.
На трек «Vato» был снят клип, премьера которого состоялась на BET 30 августа 2006 года . Pharrell Williams рассказал, что новое музыкальное видео рэпера Snoop Dogg под названием «Vato», не только покажет его с гангстерской стороны, но и решит проблему расового конфликта в Лос-Анджелесе между афроамериканцами и латиноамериканцами, и призовет к расовому единству.
Клип был отснят режиссёром Philipp G. Анимационная версия клипа вышла в сентябре, на сайте Snoop Dogg: snoopdogg.com. Позже, вышла окончательная версия клипа, в которой снялись Snoop Dogg и B-Real.
Snoop Dogg и B-Real выступили в живую на Life & Rhymes, и Snoop Dogg выступавший сольно, выступил на дне открытия сайта MSN.

## Список композиций
Цифровая дистрибуция
- «Vato»
- «Candy»

CD-сингл
- «Vato» (Radio Edit)
- «Vato» (Radio Edit #2 Extra Clean)
- «Vato» (LP)
- «Vato» (Instrumental)

## Remixes[4]
Официально
- «Vato (thug life remix)» (при участии Malverde)
- «Vato (Lil' Uno remix)» (при участии Mr. Lil' One)

## Чарты
| Чарт                                 | Позиции |
| ------------------------------------ | ------- |
| U.S. Billboard Hot R&B/Hip Hop Songs | 85      |
| Australia Singles Chart              | 55      |

## Участники записи
- Авторы — C. Broadus, P. Williams, C. Hugo
- Продюсеры — The Neptunes
- Лейблы: My Own Chit Publishing/EMI Blackwood Music (BMI); Waters Of Nazareth Publishing/ EMI Blackwood Music, Inc. (BMI)/
- Запись — Andrew Coleman из Chalice Studios, Los Angeles, CA, Chris Jackson из Tha Cathedral, Hollywood, CA
- Миксовка — Phil Tan in the Tanning Booth из Record Plant Studios, Los Angeles, CA & Soapbox Studios, Atlanta, GA
- Помогли с работой — Josh Houghkirk Heavy Harmony Music Publishing; WB Music Corp. (ASCAP) и EMI April Music (ASCAP);